# Saoed bin Abdoel Aziz al Saoed
Saoed bin Abdul Aziz (Arabisch: سعود بن عبد العزيز آل سعود) (Koeweit, 15 januari 1902 – Athene, 23 februari 1969) was koning van Saoedi-Arabië vanaf het overlijden van zijn vader in 1953 tot 2 november 1964. Hij is afgezet en vervangen door zijn halfbroer Faisal bin Abdoel Aziz al-Saoed. Koning Saoed leefde de laatste jaren van zijn leven in ballingschap in Zwitserland en overleed in Athene.
Zijn jongste dochter, zijn 115e en laatste kind, is de mensenrechtenactiviste Basmah bint Saud Al Saud.
Ibn Saoed ·
Saoed ·
Faisal ·
Khalid ·
Fahd ·
Abdoellah ·
Salman
- Bibsys: 4087862
- Bibliothèque nationale de France: cb14488080g (data)
- Gemeinsame Normdatei: 101342736X
- International Standard Name Identifier: 0000 0001 2101 1428
- Library of Congress Control Number: n80139623
- National Archives and Records Administration: 10569070
- Nationale Bibliotheek van Israël: 987007267543705171
- Nederlandse Thesaurus van Auteursnamen: 283025182
- SNAC: w62v2s7g
- Système universitaire de documentation: 176247602
- Virtual International Authority File: 48071366
- WorldCat: E39PBJvhkYP6cMPkj48cWd4KBP